# Томаш Уйфалуші
Томаш Уйфалуші (чеськ. Tomáš Ujfaluši, МФА: [ˈtomaːʃ ˈʊjfaˌlʊʃɪ], * 24 березня 1978, Римаржов) — чеський футболіст, захисник турецького клубу «Галатасарай».
Насамперед відомий виступами за клуби «Гамбург», «Фіорентина» та «Атлетіко», а також національну збірну Чехії.
Переможець Ліги Європи. Володар Суперкубка УЄФА. 

## Клубна кар'єра
Вихованець футбольної школи клубу «Сігма» (Оломоуць). Дорослу футбольну кар'єру розпочав 1997 року в основній команді того ж клубу, в якій провів три сезони, взявши участь у 82 матчах чемпіонату. 
Своєю грою за цю команду привернув увагу представників тренерського штабу німецького «Гамбурга», до складу якого приєднався 2000 року. Відіграв за гамбурзький клуб наступні чотири сезони своєї ігрової кар'єри. Більшість часу, проведеного у складі «Гамбурга», був основним гравцем захисту команди.
2004 року уклав контракт з італійським клубом «Фіорентина», у складі якого провів наступні чотири роки своєї кар'єри гравця. Граючи у складі «Фіорентини» також здебільшого виходив на поле в основному складі команди.
З 2008 року три сезони захищав кольори мадридського «Атлетіко». Тренерським штабом нового клубу також розглядався як гравець «основи». У складі мадридського клубу ставав переможцем Ліги Європи та володарем Суперкубка УЄФА. 
До складу турецького «Галатасарая» приєднався 2011 року. Наразі встиг відіграти за стамбульську команду 20 матчів в національному чемпіонаті.

## Виступи за збірні
Протягом 1997–2000 років залучався до складу молодіжної збірної Чехії. На молодіжному рівні зіграв у 31 офіційному матчі, забив 1 гол.
2001 року дебютував в офіційних матчах у складі національної збірної Чехії. Провів у формі головної команди країни 78 матчів, забивши 2 голи. 
У складі збірної був учасником чемпіонату Європи 2004 року у Португалії, чемпіонату світу 2006 року у Німеччині, а також чемпіонату Європи 2008 року в Австрії та Швейцарії.

## Титули і досягнення
- Володар Кубка німецької ліги (1):

«Гамбург»:  2003
- Переможець Ліги Європи (1):

«Атлетіко»:  2009–10
- Володар Суперкубка УЄФА (1):

«Атлетіко»:  2010
- Чемпіон Туреччини (2):

«Галатасарай»:  2011–12, 2012–13
- Володар Суперкубка Туреччини (1):

«Галатасарай»:  2012